# Île Verte (océan Atlantique)
Pour les articles homonymes, voir Île Verte.
L'île Verte (en anglais : Green Island) est une île côtière non habitée canadienne du nord-ouest de l'océan Atlantique, située à mi-chemin entre l'extrémité de la péninsule de Burin de la côte sud de l'île canadienne de Terre-Neuve et l'archipel français de Saint-Pierre-et-Miquelon.
Son appartenance territoriale a longtemps été incertaine avant d’être résolue au XXe siècle.

## Géographie
L'île Verte est située en Amérique du Nord, dans le nord-ouest de l'océan Atlantique, à la sortie du golfe du Saint-Laurent, au sud-ouest de l'île canadienne de Terre-Neuve. Les terres les plus proches sont la péninsule de Burin sur la côte sud de Terre-Neuve à environ neuf kilomètres au nord-est et l'île Saint-Pierre de l'archipel français de Saint-Pierre-et-Miquelon, à environ neuf kilomètres au sud-ouest (sept kilomètres pour l'îlot rocheux du Grand Colombier) et Langlade, partie de Miquelon, à environ onze kilomètres à l'ouest. Immédiatement au sud de l'île Verte, à environ deux kilomètres, se trouvent les îlots de l'Île Verte et l'Enfant Perdu de l'Île Verte.
Longue d'environ 900 m pour 300 m de large et 1,7 km2 de superficie[réf. nécessaire], l'île Verte est orientée selon un axe nord-est-sud-ouest. Son relief calcaire[réf. nécessaire] est plus prononcé à son extrémité nord-est, le mont Briand[réf. nécessaire] culminant à 39 mètres. Quelques constructions se trouvent sur l'île dont un phare et une poignée d'autres bâtiments techniques à sa pointe nord-est et un appontement sur sa côte nord-ouest.
Divers îlots et rochers, appelés îlots de l'Île Verte (Petite Île Verte, Îlot Noir, Îlot du Noroît, Île Dunan, Île Sœur Hilarion, etc.[réf. nécessaire]), se trouvent à environ 1 300 mètres au sud de l'île, ainsi qu'un rocher plus isolé, encore plus au sud à 2 200 mètres, appelé l'Enfant Perdu de l'Île Verte.
Sa position médiane entre des terres canadiennes et françaises et un certain flou dans les traités signés entre les deux pays ont fait que la souveraineté de l'île Verte (et des îlots de l'Île Verte) fut longtemps incertaine. 
Cependant, il est désormais établi que la ligne déterminant la frontière passe juste à l'ouest et au sud de l'île Verte et des îlots de l'Île Verte.

## Phare
Les Terre-Neuviens construisent  en 1907 le premier phare s'élevant sur le point culminant de l'île ; une corne de brume, un local technique, un entrepôt et une maison de gardien complètent les installations. Ce phare est remplacé en 1955 par une nouvelle construction, elle-même remplacée par un troisième phare en 1993. Le phare est toujours gardé, le maintien de la présence humaine sur l'île étant motivée par les eaux dangereuses ayant provoqué des naufrages et l'existence du litige frontalier avec la France.

## Détermination de la souveraineté
Précédemment française jusqu’en 1713, l’île devint britannique par le traité d’Utrecht.
Lors de la restitution des îles de Saint Pierre et Miquelon – perdues en 1713 par le même traité – à la France par la Grande Bretagne en exécution du traité de Paris en 1763, l’Île Verte, dénudée et inhabitée, resta hors des eaux de la mer territoriale à portée de canon (3 milles marins / 5,56 km) de l’archipel français.
Le traité de Versailles confirma en 1783 la cession de l’île de Terre-Neuve et des îles adjacentes à celle-ci en faveur de la couronne britannique depuis 1713 à l’exception des îles de Saint-Pierre-et-Miquelon et fixa à mi-canal la délimitation des souverainetés nationales entre ces îles françaises et celle de Terre Neuve. 
Toutefois, l'île Verte n'étant pas mentionnée explicitement, son statut est resté incertain quant à son rattachement à Saint-Pierre-et-Miquelon (juridiction française) ou non (souveraineté britannique puis canadienne). 
De fait, la souveraineté française s'étendait à tout l'archipel de Saint-Pierre-et-Miquelon, y compris plusieurs minuscules îlots appartenant aujourd'hui à la France.
L’Île Verte se trouvant plus proche de l’île de Langlade (Grande Miquelon) que de celle de Terre Neuve, mais plus éloignée de cette dernière que de celle de Saint-Pierre, cette situation sera par la suite à l’origine d’un différend frontalier qui allait naître entre la France et le futur Canada.
En effet, alors que la localisation de l’île l’avait jusqu’alors faite considérée comme mitoyenne des deux colonies, les autorités britanniques y procédèrent en 1908 à l’installation d’un phare doublé d’un poste d’observation sur les mouvements des embarcations, tout en affirmant ne pas affecter en cela les juridictions maritimes.
Le territoire de Terre Neuve rejoint ensuite le Canada en 1949. 
Finalement, l’accord franco-canadien de 1972 relatif aux relations réciproques entre le Canada et la France en matière de pêche et déterminant entre Terre Neuve et les îles de Saint Pierre et Miquelon la limite des eaux territoriales du Canada et de la juridiction de la France plaça l’île entière du côté canadien. 
L'appartenance de l'île Verte au Canada n’est dès lors plus contestée.
Quant aux îlots de l'Île Verte, situés juste au sud de celle-ci, ils se trouvèrent dans le même cas de figure mais le tracé exact de la délimitation frontalière y demeure toutefois non intégralement clarifié. 
La souveraineté de l’Enfant Perdu de l'Île Verte, situé légèrement au sud-ouest, est par contre également canadienne (bordant la juridiction française aux basses eaux de son extrémité sud-ouest).

### Webographie
- Ressources relatives à la géographie :   - Base de données toponymiques du Canada
  - BirdLife International